# Heinrich Leithäuser
Heinrich Leithäuser (* 17. November 1853 in Züschen in Waldeck; † 15. Dezember 1920 in Kassel) war ein deutscher Ingenieur.

## Leben
Heinrich Leithäuser war der Sohn eines Mühlenbesitzers. Er absolvierte eine Lehre als Mühlenbauer und besuchte im Anschluss die Baugewerkschule Holzminden, die er aus finanziellen Gründen jedoch abbrechen musste. Zurückgekehrt zu seinem ehemaligen Arbeitgeber, brachte er sich das für seinen weiteren Berufsweg notwendige Wissen im Selbststudium bei. 1887 machte Leithäuser sich in Wabern als beratender Ingenieur selbständig und übersiedelte 1892 nach Kassel. 1900 wurde in Frankenberg das erste von ihm konzipierte Wasserwerk errichtet. Zuvor war er bereits auf dem Gebiet der Installation von Wasserkraftanlagen aktiv. Insgesamt gelangten von seinen Entwürfen mehr als 400 Wasserkraftanlagen sowie mehr als 250 Wasserwerke und Kanalisationsanlagen zur Ausführung. Daneben war Leithäuser als Gutachter aktiv. 1914 beschäftigte sein Unternehmen ungefähr 35 technische und kaufmännische Angestellte. Von 1916 bis 1918 leitete er die Maschinenausgleichstelle in Kassel.
Heinrich Leithäuser gehörte dem Verein Deutscher Ingenieure (VDI) und dem Hessischen Bezirksverein des VDI an. Er war auch Mitglied des Kuratoriums der Baugewerkschule Kassel.
Heinrich Leithäuser war verheiratet und Familienvater. Seine beiden ältesten Söhne fielen im Ersten Weltkrieg.

## Auszeichnungen
- Roter Adlerorden 4. Klasse
- Ehrenkreuz 3. Klasse des Fürstlich Schaumburg-Lippischen Hausordens
- Verdienstkreuz für Kriegshilfe